# 鞍山市

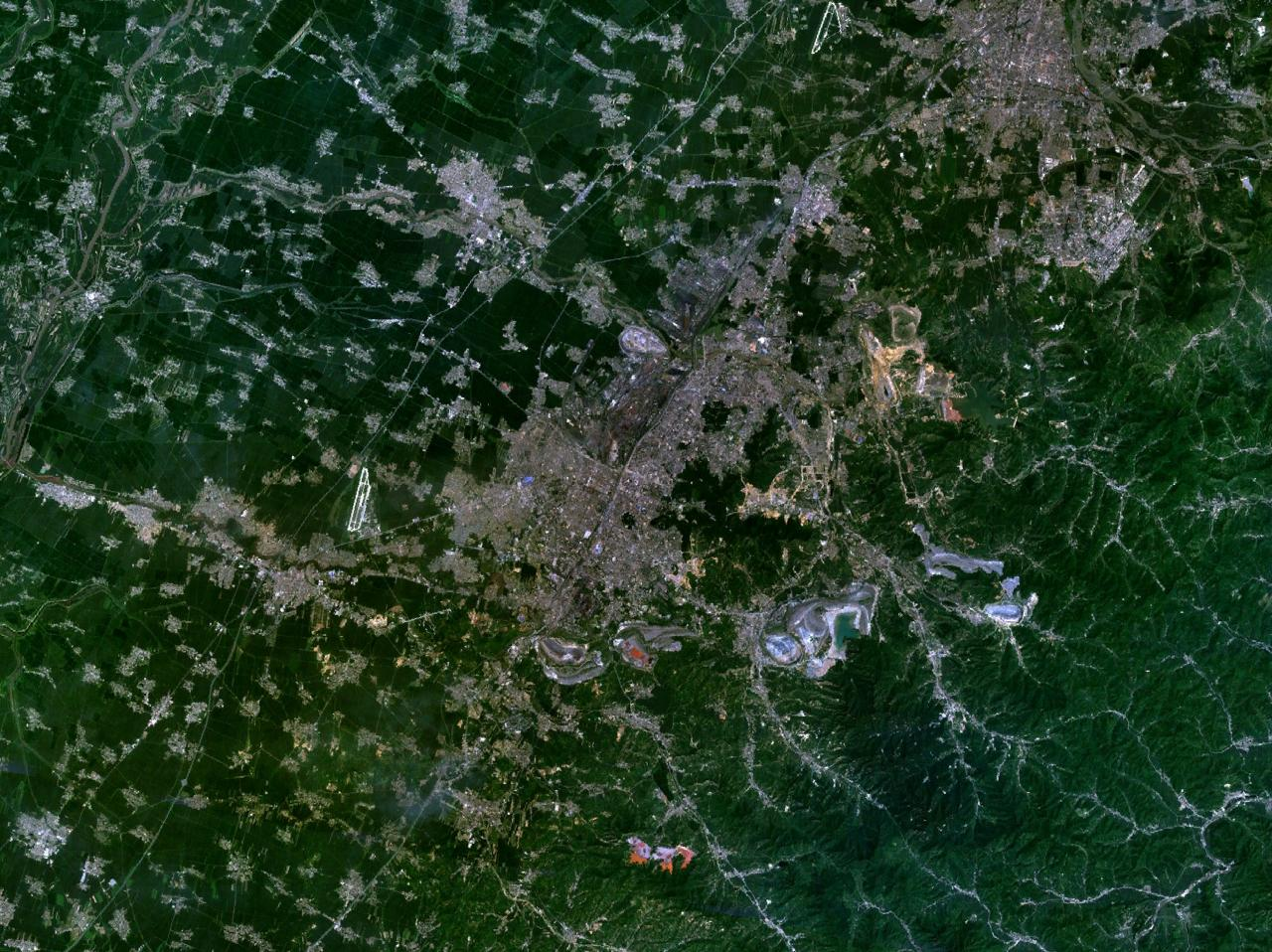
鞍山市街地の衛星写真。市の北西に製鉄所が、市の東に丘陵地が広がる。北東には遼陽市の市街地が隣接するのが見える

鞍山市（あんざん-し/アンシャン-し）は、中華人民共和国遼寧省中央部に位置する地級市。古くから鉄が産出されることが知られており、現在は中国でも最大の製鉄所があり、「鋼都（鉄の都）」の異名を有す。満洲族、回族などの少数民族が数十万人が居住する。

## 地理・概況

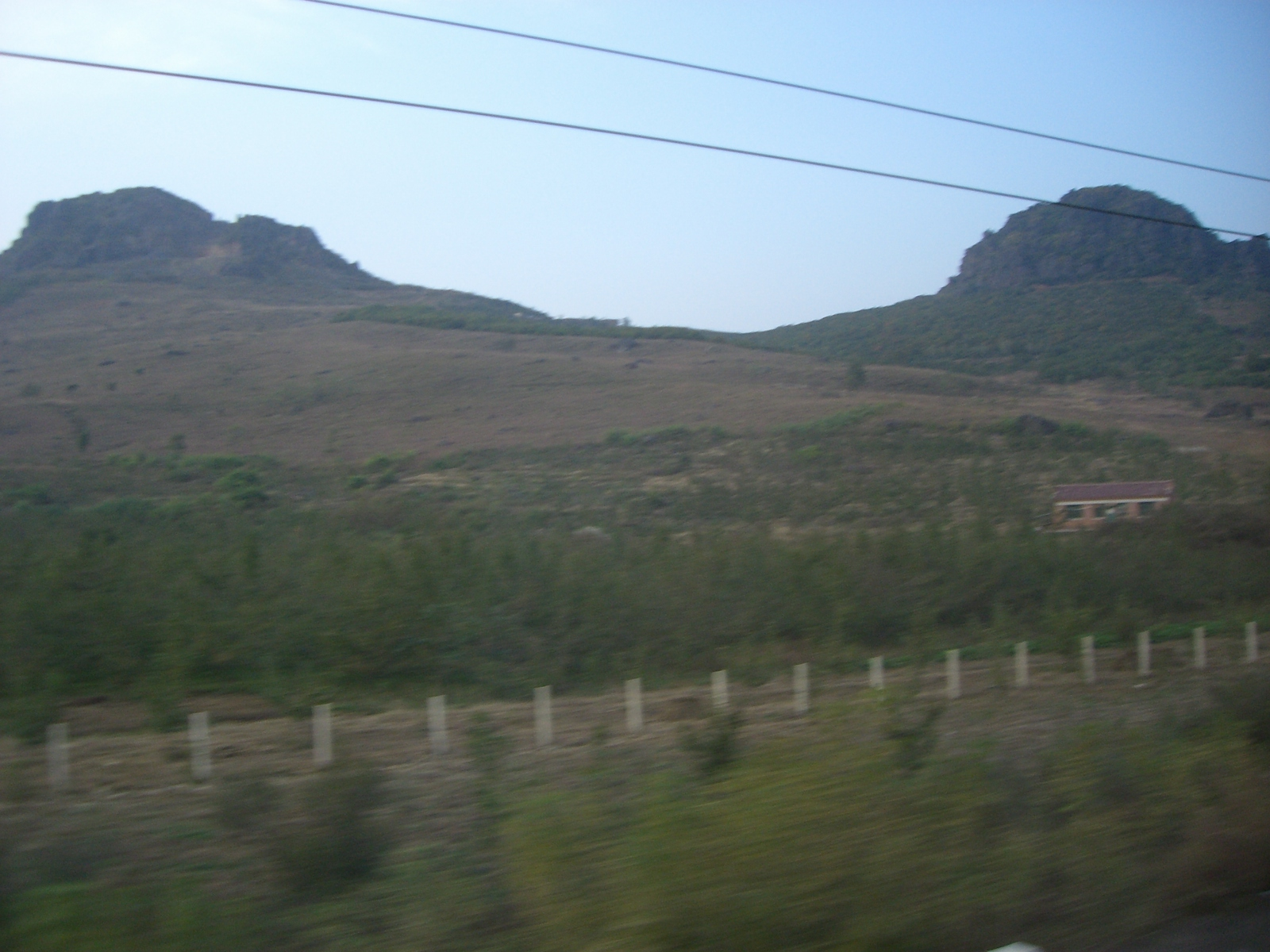
南から鞍山へ入るしばらく前に鉄道（または車）の車窓から見える二子山が鞍に似ているので、鞍山の名前が付いた。

鞍山は遼東半島の付け根にある都市で、東経122度55分から123度13分、北緯40度27分から41度34分までにまたがる。市の面積は9,252平方キロメートルに達する（うち、市区面積は624平方キロメートル）。南北の長さは175km、東西の長さは133km。鞍山市中心部から省都・瀋陽までの距離は89km、港湾都市・大連への距離は300kmあまり、同じく営口の港までの距離は120kmである。東は丹東市鳳城市、北東は遼陽市、北は瀋陽市、西は盤錦市大窪区、営口市大石橋市、南は大連市荘河市に隣接している。
鞍山の名は、市街地南郊に二つの山が連なっており、これが馬に載せる鞍に似ていることから名づけられた。この山は大連から北へ向かう列車が鞍山駅に到着する5分くらい前に、左手（西側）の車窓に見える。地勢は東南が高く、西北が低くなっている。奇岩怪石の山容で知られる名勝の千山（せんざん）が市域東部にある。また市域西部は遼河平原の一部である。市域内には太子河・沙河・千山河といった河川が流れている。温帯の大陸性気候に属し、夏は30℃を超え冬は氷点下20℃に達するときもある。一年の平均気温は8.5℃となっている。

## 歴史
鞍山市周辺は戦国時代には燕国の遼東郡に属した。秦代、三国時代の魏、および西晋の時代も遼東郡に属している。東晋から唐までの期間は鮮卑族に、ついで高句麗に征服された。唐が高句麗を倒し（唐の高句麗出兵）て以降は安東都護府に属した。遼代は遼陽府に、清代は奉天府に属した。
鞍山の鉄産業は、前漢の武帝の時期以来の鉄鉱石採掘と製鉄の歴史を持つ。唐代以降鞍山での製鉄は発達し、遼代には絶頂に達したが清の時代に満洲での鉄採掘は禁止され、以後清末期に再び製鉄が行われるようになるまでの間、鞍山は荒廃した。
1905年の日露戦争の後、日本は南満洲鉄道（満鉄）を設立した。満鉄は鞍山付近で鉄の大鉱脈を発見し、撫順の石炭と鞍山の鉄を利用した製鉄を意図して、1918年に鉄道付属地（満鉄附属地）内に鞍山製鉄所を設立した。満洲国時代の1933年には昭和製鋼所と改称され、八幡製鉄所に次ぐ生産量を誇っていた。また鞍山は1937年に市に昇格した。鞍山市の周辺には中華民国時代から満洲国時代にかけて遼陽県・海城県・台安県・岫巖（しゅうがん）県が置かれていた。
中華人民共和国の建国後、鞍山は1949年から東北人民政府（1952年より、東北人民委員会）の直属都市となり、1953年には中央直轄市となったが、1954年8月に遼寧省に統合された。同時期遼東省と遼西省に属していた各県は、以後鞍山・丹東はじめ様々な地級市の管轄下に置かれるなど行政地域の区分け変更が頻繁にあったが、1991年以降現在のような範囲に落ち着いた。

## 産業
鞍山市政府は2000年、五カ年計画で、鞍山を鉄の街から現代的な工業都市および観光都市に転換することを決めた。さらに市のGDPを2005年までに100億元に拡大させ、老朽化した産業のハイテク化も推進するとした。外資誘致にも積極的である。

### 鉱業
周囲では磁鉄鉱・褐鉄鉱・菱鉄鉱などの鉄鉱石のほか、滑石（タルク）・玉石（ヒスイ）などの鉱物資源を豊富に生産する。鉄鉱石の埋蔵量は100億トンと中国全土の4分の1を占めるほか、南部で採掘されるマグネサイト（マグネシウムの原料）は世界の埋蔵量の4分の1である。滑石は中国の三大産地に入るほか、岫巖では玉石が豊富に産出される。

### 製鉄業
鞍山は前漢以来、鉄鉱石採掘と製鉄で知られてきた。清末期以後製鉄は再び盛んになり、満鉄の投資による鞍山製鉄所の開設から大コンビナートとなった。日本の敗戦後、製鉄所施設はソ連が運び去ったが、中華人民共和国の時代に鞍山鋼鉄公司として再建され、新中国最初期の大型鉄鋼コンビナートとなった。

### その他
製鉄業の他、冶金、石油化学、機械、紡織、服装、皮革、電子機器などの産業がある。農作物はとうもろこし、コーリャン、稲、大豆などがある。南果梨と呼ばれる梨と、岫巖玉と呼ばれるヒスイが特産品である。

## 行政区画
4市轄区・1県級市・1県・1自治県を管轄する。
- 市轄区：
  - 鉄東区・鉄西区・立山区・千山区
- 県級市：
  - 海城市
- 県：
  - 台安県
- 自治県：
  - 岫巖満族自治県

| 鞍山市の地図                                             |
| -------------------------------------------------------- |
| 鉄東区 鉄西区 立山区 千山区 台安県 岫巖満族自治県 海城市 |

### 年表
この節の出典

#### 鞍山市
- 1949年10月1日 - 中華人民共和国鞍山市が発足。鉄西区・鉄東区・千山区・工業区・沙河区・七嶺子区が成立。(6区)
- 1950年1月9日 - 鉄西区・鉄東区が工業区に編入。(4区)
- 1950年5月25日 - 遼東省遼陽県の一部が分立し、弓長嶺区が発足。(5区)
- 1950年6月30日 - 千山区・工業区・沙河区・七嶺子区・弓長嶺区が一区から五区にそれぞれ改称。(5区)
- 1951年12月 - 二区の一部が分立し、鉄西区・鉄東区が発足。(7区)
- 1953年7月14日 (9区)
  - 鉄西区が分割され、新華区・永楽区が発足。
  - 鉄東区の一部が分立し、立山区が発足。
- 1953年10月9日 - 新華区が鉄西区に改称。(9区)
- 1954年6月19日 - 遼寧省に編入され、遼寧省鞍山市となる。

#### 遼寧省鞍山市
- 1955年3月28日 - 永楽区が鉄西区に編入。(8区)
- 1956年5月23日 - 五区が遼陽専区遼陽県・海城県に分割編入。(7区)
- 1956年6月22日 (5区)
  - 一区・二区が合併し、湯崗子区が発足。
  - 三区・四区が合併し、千山区が発足。
- 1958年12月20日 - 遼陽市、遼陽専区海城県・遼陽県を編入。遼陽市が県級市に降格。(5区1市1県)
  - 遼陽県が遼陽市に編入。
- 1959年5月19日 (3区1市1県)
  - 湯崗子区が鉄東区・鉄西区・立山区に分割編入。
  - 千山区が鉄東区・立山区に分割編入。
- 1960年2月15日 - 鉄東区・鉄西区・立山区の各一部が合併し、郊区が発足。(4区1市1県)
- 1961年4月22日 - 遼陽市の一部が分立し、遼陽県が発足。(4区1市2県)
- 1965年12月16日 - 遼陽県・海城県が遼南専区に編入。(4区1市)
- 1965年12月27日 - 遼陽市が地級市の遼陽市に昇格。(4区)
- 1972年11月6日 - 営口市海城県を編入。(4区1県)
- 1975年11月9日 - 盤錦地区台安県を編入。(4区2県)
- 1983年12月30日 - 郊区が旧堡区に改称。(4区2県)
- 1985年1月17日 - 海城県が市制施行し、海城市となる。(4区1市1県)
- 1992年1月23日 - 丹東市岫巖満族自治県を編入。(4区1市1県1自治県)
- 1996年4月19日 - 旧堡区が千山区に改称。(4区1市1県1自治県)
- 2002年4月27日 - 千山区の一部が立山区・鉄東区に分割編入。(4区1市1県1自治県)
- 2011年2月25日 - 千山区の一部が鉄西区・立山区に分割編入。(4区1市1県1自治県)
- 2011年4月14日 - 千山区の一部が鉄東区に編入。(4区1市1県1自治県)
- 2011年7月6日 - 千山区の一部が鉄西区・立山区に分割編入。(4区1市1県1自治県)
- 2011年8月5日 (4区1市1県1自治県)
  - 千山区の一部が立山区に編入。
  - 海城市の一部が千山区に編入。

## 交通
大連からハルビンを結ぶ長大鉄道の沿線にあたり、市域を南北に貫いている。また北京－ハルビン間、瀋陽－大連間、瀋陽－営口間などの幹線高速道路が通っている、陸上交通の要衝である。

### 航空
鞍山中心部より西10kmの新堡に鞍山騰鰲空港があり、2010年4月開業。北京との国内線空路がある。

### 鉄道

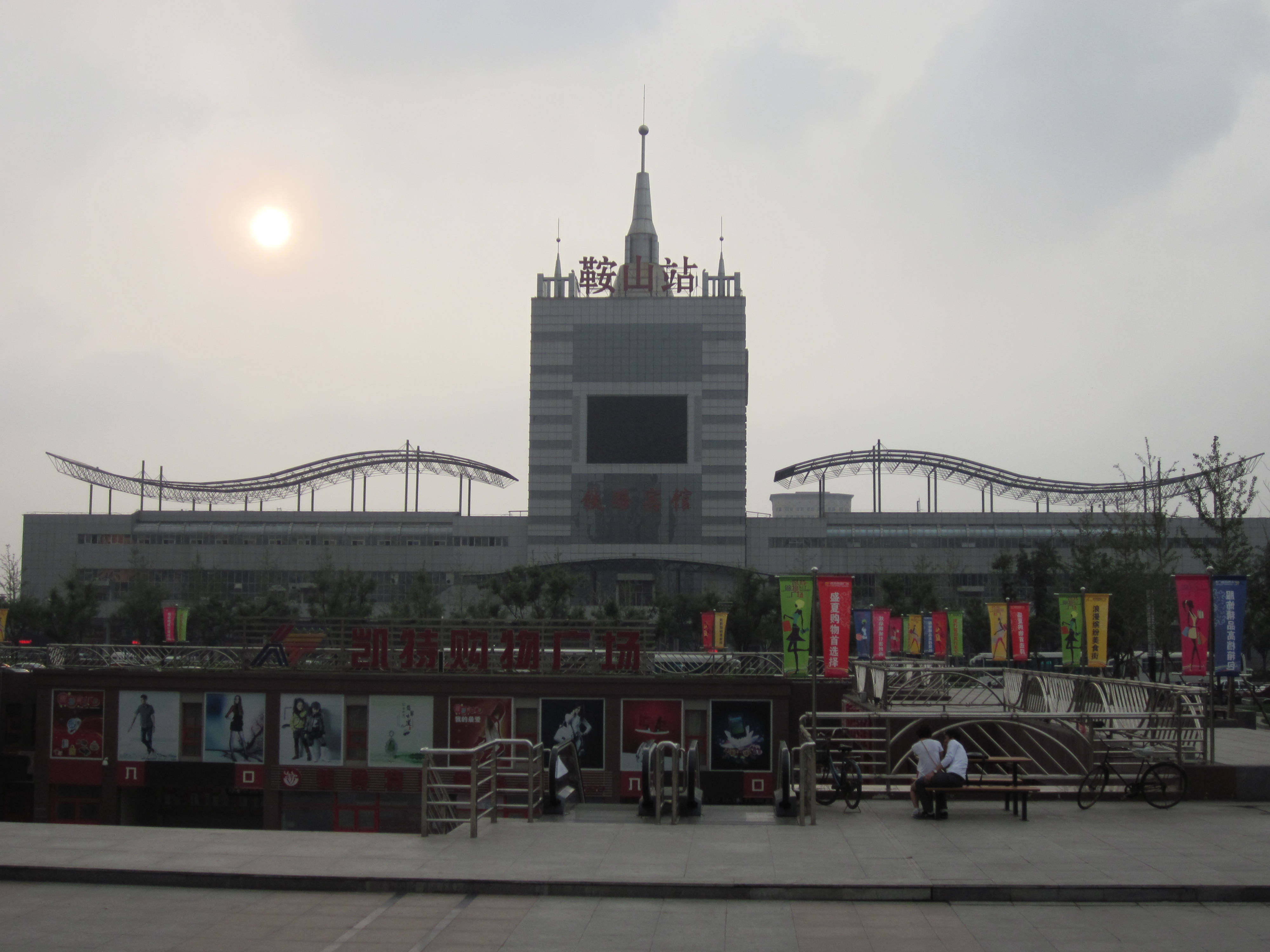
鞍山駅

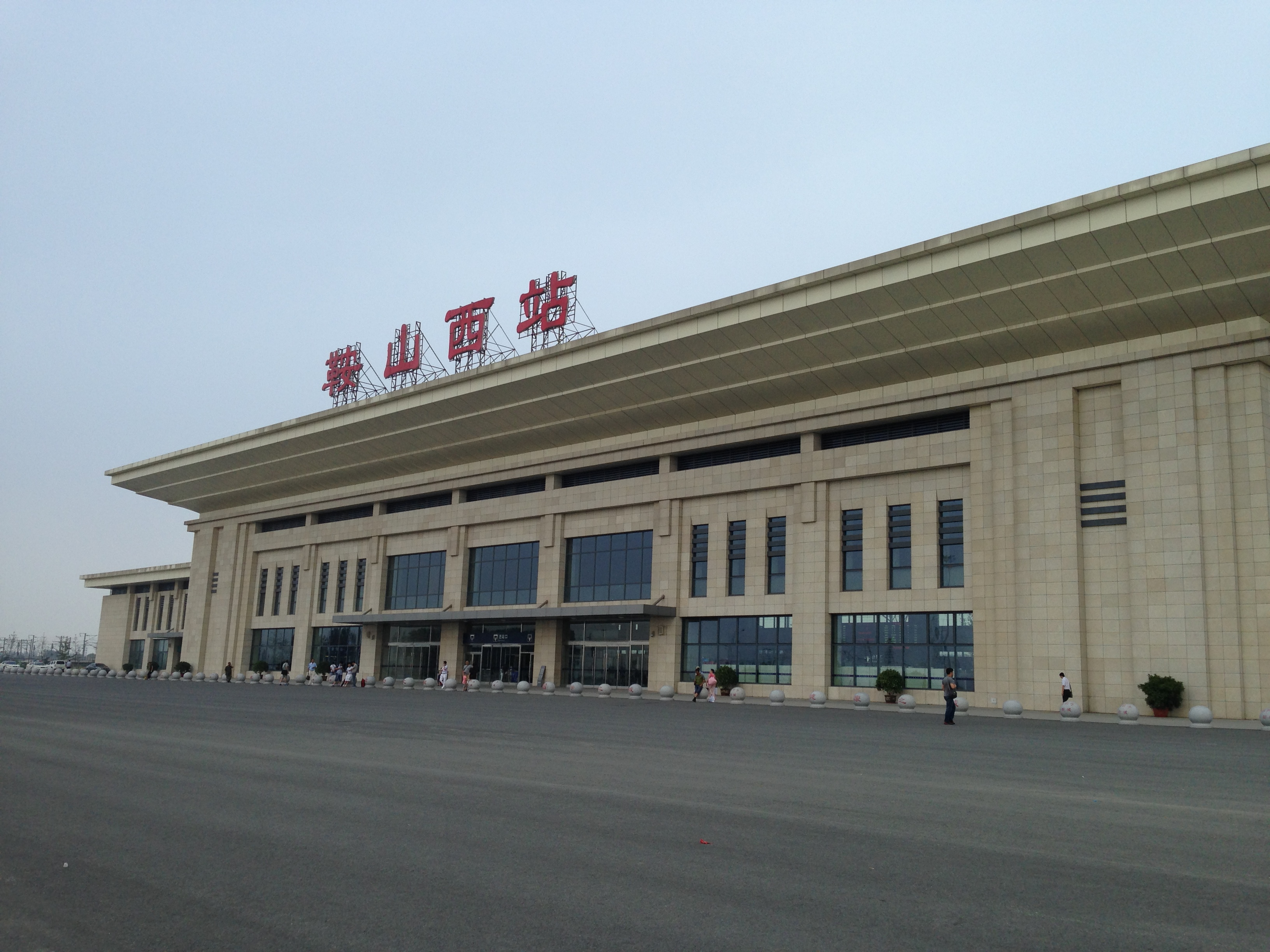
鞍山西駅

- 中国国家鉄路集団
  - 哈大旅客専用線
  - 瀋大線
  - 京哈線
  - 溝海線
  - 海岫線
  - 岫荘線

### 道路
- 高速道路
  -  京哈高速道路
  -  瀋海高速道路
  -  丹錫高速道路
- 国道
  -  G102国道
  -  G202国道
  -  G229国道（中国語版）

## 観光地
鞍山市は「東北の真珠」とも呼ばれる奇岩の山脈の千山を観光地として売り出そうとしている。岫巌満族自治県には薬山がある。
また泥湯の温泉である湯崗子温泉は、唐代以来1000年の歴史を持ち、張作霖が別荘を開発し満洲国時代には温泉地として栄えており、現在も温泉医療施設などのある観光地となっている。
市の東に玉仏苑という公園があり、その中には岫巖で1960年に発見された高さ7.95m、幅6.88m、厚さ4.10m、260.76トンの世界最大のヒスイにブッダ像を彫った玉仏がある。

## 友好都市
- 日本・尼崎市
- イギリス・シェフィールド
- 大韓民国・安山市
- ロシア・リペツク
- イスラエル・ホロン
- トルコ・ブルサ
- ドイツ・エッセン